# Nekromantix
Nekromantix är ett danskt psychobillyband som bildades 1989 i Köpenhamn av Kim Nekroman (eg. Dan Gaarde), gitarristen Paolo Molinari och trummisen Jens Brygman.
Bandet gjorde två spelningar i Köpenhamn innan de uppträdde på en stor psychobillyfestival i Hamburg, Tyskland. Detta bara ett halvår efter att bandet bildats. Bandet fick skivkontrakt och släppte sitt debutalbum - Hellbound 1989. 
1991 släpptes bandets andra album - Curse of the Coffin och spelades på MTV.
1994 släpptes Brought Back to Life och blev det första psychobillyalbum någonsin som grammisnominerats.
2001 signerades bandet av Hellcat Records. 

## Medlemmar
Nekromantix består idag av: 
- Kim Nekroman - Sång och kontrabas
- Franc - gitarr
- Lux - trummor

## Kuriosa
Kim Nekromans kännetecken är sin hemmabyggda kontrabas som är formad som en likkista.
Kim Nekroman är också med i bandet Horrorpops, som han bildat tillsammans med sin fru Patricia Day.

## Diskografi
- 1989 Hellbound
- 1991 Curse of the Coffin
- 1994 Brought Back to Life
- 1996 Demons are a Girl's Best Friend
- 2001 Undead 'N' Live
- 2002 Return of the Loving Dead
- 2004 Dead Girls Don't Cry
- 2005 Brought Back to Life Again
- 2007 Life is a Grave & I Dig It!
- 2011 "What Happens in Hell, Stays in Hell"